# Kapasiwin
Kapasiwin est un village d'été (summer village) du Comté de Parkland, situé dans la province canadienne d'Alberta.

## Démographie
En tant que localité désignée dans le recensement de 2011, Kapasiwin a une population de 10 habitants dans 7 de ses 45 logements, soit une variation de -74,4 % avec la population de 2006. Avec une superficie de 0,309 5 km2, Kapasiwin possède une densité de population de 32,310 2 hab/km2 en 2011.
Concernant le recensement de 2006, Kapasiwin abritait 39 habitants dans 19 de ses 28 logements. Avec une superficie de 0,309 5 km2, le village d'été possédait une densité de population de 126,0 hab/km2 en 2006.
| 2001 | 2006 | 2011 | 2016 |
| ---- | ---- | ---- | ---- |
| 15   | 39   | 10   | 10   |